# Snoop Dogg Presents... Doggy Style Allstars Vol. 1
| Críticas profissionais | Críticas profissionais |
| Avaliações da crítica  | Avaliações da crítica  |
| Fonte                  | Avaliação              |
| ---------------------- | ---------------------- |
| Allmusic               | [ 1 ]                  |
| RapReviews             | [ 2 ]                  |
| Rolling Stone          | [ 3 ]                  |

"Doggy Style Allstars, Welcome To Tha House Vol. 1" é uma Coletânea musical do rapper estadunidense Snoop Dogg. Ela foi lançada em 13 de agosto de 2002 pela gravadora do próprio Snoop Dogg a Doggystyle Records. O álbum foi produzidopor DJ Premier, Quazedelic, Fredwreck, Meech Wells, The Alchemist, Hi-Tek e DJ Slip. A coletânea alcançou a posição número oito na Billboard Top R&B/Hip-Hop Albums e no número 19 na Billboard 200. O álbum foi performado por Snoop Dogg, Kokane, RBX, Daz Dillinger, Soopafly, Nate Dogg e The Lady of Rage.

## Desempenho comercial
Na primeira semana o álbum vendeu 63 mil copias, fazendo ele alcançar a posição número oito na Billboard Top R&B/Hip-Hop Albums e no número 19 na Billboard 200. Em 2012 a coletânea alcançou a marca de 1,320,000 copias.

## The Doggumentary DVD
Houve um DVD lançado simutanaemente, chamado Snoop Dogg - Welcome to the House - The Doggumentary. Dois vídeos foram filmados para promover o álbum, primeiro para "Fallen Star" de Latoiya Williams, filmado em agosto de 2002 e dirigido por Diane Martel e Snoop Scorsese

## Lista de faixas
| N.º            | Título                                                                               | Duração |  |
| 1.             | "Intro" (de Mac Minister & Snoop Dogg)                                               | 0:41    |  |
| 2.             | "Dogg House America" (de Snoop Dogg, Soopafly, E. White, Mr. Kane & Latoya Williams) | 5:00    |  |
| 3.             | "Not Like It Was" (de Soopafly, Snoop Dogg, E. White & RBX)                          | 2:59    |  |
| 4.             | "Fallen Star" (de Latoya Williams)                                                   | 3:05    |  |
| 5.             | "Don't Fight the Feelin" (de Snoop Dogg, Nate Dogg, Cam'ron, Lady May & Soopafly)    | 4:30    |  |
| 6.             | "Nite L.O.C.s" (de Mr. Kane & Snoop Dogg)                                            | 3:33    |  |
| 7.             | "Are You Ready" (de Soopafly)                                                        | 2:42    |  |
| 8.             | "Hey You!" (de Snoop Dogg, Soopafly & E. White)                                      | 4:36    |  |
| 9.             | "Raised On tha Side" (de Soopafly, E. White, Snoop Dogg, Mr. Kane & Daz Dillinger)   | 4:00    |  |
| 10.            | "Doh Doh" (de Snoop Dogg, Soopafly, E. White & Mr. Kane)                             | 4:01    |  |
| 11.            | "Just Get Carried Away" (de Reo Varnado, Snoop Dogg & Vinnie Bernard)                | 4:32    |  |
| 12.            | "It Feelz Good" (de Latoya Williams)                                                 | 5:32    |  |
| 13.            | "Don't Make a Wrong Move" (de Mr. Kane, Special Ed, Snoop Dogg & Prodigy)            | 3:59    |  |
| 14.            | "Unfucwitable" (de The Lady of Rage)                                                 | 3:42    |  |
| 15.            | "The Strong Will Eat the Weak" (de RBX, Mr. Kane & Snoop Dogg)                       | 3:54    |  |
| 16.            | "Bitch's Treat" (de Soopafly & Latoya Williams)                                      | 3:46    |  |
| 17.            | "Doin' It Bigg" (de RBX & E. White)                                                  | 3:48    |  |
| 18.            | "Trouble" (de Vinnie Bernard)                                                        | 4:56    |  |
| 19.            | "Squeeze Play" (de IV Life Family & Snoop Dogg)                                      | 4:52    |  |
| 20.            | "Endo... Light That Shit Up" (de Soopafly, Snoop Dogg, RBX & Mr. Kane)               | 4:12    |  |
| Duração total: | Duração total:                                                                       | 1:18:33 |  |

## Desempenho nas paradas
| Paradas (2002)                          | Melhor posição |
| --------------------------------------- | -------------- |
| Estados Unidos (Billboard 200)          | 19             |
| Estados Unidos (Top R&B/Hip Hop Albums) | 8              |
| França (SNEP)                           | 34             |